# La Cité des tueurs
Pour plus de détails, voir Fiche technique et Distribution.
La Cité des tueurs (City of Bad Men) est un western américain en Technicolor réalisé par Harmon Jones, sorti en 1953.

## Synopsis
Après avoir passé des années au Mexique, Brett Stanton revient avec ses complices dans sa ville natale de Carson City où il envisage de cambrioler la banque locale. Cependant, à son arrivée, il découvre que son village autrefois paisible a été transformé en une ville chaotique et animée. La raison en est un prochain match entre les célèbres boxeurs James J. Corbett et Bob Fitzsimmons.
Brett renoue avec son ex-petite amie Linda Culligan, qu'il avait abandonnée subitement six ans plus tôt. Elle est toujours furieuse contre Brett et est actuellement la fiancée de Jim London, le promoteur de l'événement de boxe. Brett et ses acolytes inventent une ruse pour se retirer du match de boxe, mais ce ne sera pas sans conséquences...

## Fiche technique
- Titre français : La Cité des tueurs
- Titre français alternatif : Les Vautours de Carson City[1]
- Titre original : City of Bad Men
- Réalisation : Harmon Jones
- Scénario : George W. George, George F. Slavin
- Producteur : Leonard Goldstein
- Photographie : Charles G. Clarke
- Montage : George A. Gittens
- Musique : Cyril J. Mockridge
- Société de production : 20th Century-Fox
- Société de distribution : 20th Century-Fox
- Pays d'origine : États-Unis
- Format : Couleur (Technicolor) - projection : 1.37:1 - son : Mono (Western Electric Recording)
- Genre : Western
- Durée : 82 min
- Dates de sortie :
  -  États-Unis :1er février 1960
  -  France : 8 avril 1960

## Distribution
- Jeanne Crain : Linda Culligan
- Dale Robertson : Brett Stanton
- Richard Boone : Johnny Ringo
- Lloyd Bridges : Gar Stanton
- Carole Mathews : Cynthia Castle
- Carl Betz : Deputy Phil Ryan
- Whitfield Connor : Jim London
- Hugh Sanders : le shériff Bill Gifford
- Rodolfo Acosta : Mendoza
- Pascual García Peña : Pig

## Crédit d'auteurs
- (en) Cet article est partiellement ou en totalité issu de l’article de Wikipédia en anglais intitulé « City of Bad Men » (voir la liste des auteurs).